# Punta Bajos
Punta Bajos (spanisch) ist eine Landspitze der Dundee-Insel im Archipel der Joinville-Inseln vor der Spitze der Antarktischen Halbinsel. Sie bildet den westlichen Ausläufer der Landspitze Welchness zwischen der Petrel Cove und dem Active-Sund.
Der Name der Landspitze ist erstmals auf einer argentinischen Landkarte aus dem Jahr 1957 verzeichnet.